# Laia Aleixandri
Laia Aleixandri López (Santa Coloma de Gramenet, 25 augustus 2000) is een Spaans voetbalster die bij voorkeur als centrale verdediger speelt. Zij tekende in 2022 voor Manchester City. In 2019 debuteerde Aleixandri voor Spanje.

## Clubcarrière
Atlético Madrid haalde Aleixandri in 2017 weg bij FC Barcelona B. In 2022 tekende ze een driejarig contract bij Manchester City.

## Interlandcarrière
Op 17 mei 2019 scoorde Aleixandri bij haar debuut voor Spanje tegen Kameroen. In 2022 nam zij met Spanje deel aan Euro 2022.